# Liste des volcans de la république démocratique du Congo
Cet article recense les volcans de la république démocratique du Congo.

## Liste
| Nom         | Altitude | Localisation        | Dernière éruption  |
| ----------- | -------- | ------------------- | ------------------ |
| Karisimbi   | 4 507 m  | 1° 30′ S, 29° 27′ E | 8 050 av. J.-C.    |
| May-Ya-Moto | 950 m    | 0° 56′ S, 29° 20′ E | Inconnue           |
| Nyamulagira | 3 058 m  | 1° 24′ S, 29° 12′ E | 2025               |
| Nyiragongo  | 3 470 m  | 1° 31′ S, 29° 15′ E | 2021               |
| Tshibinda   | 1 460 m  | 2° 19′ S, 28° 45′ E | Moins de 2 000 ans |
| Visoke      | 3 711 m  | 1° 28′ S, 29° 29′ E | 1957               |